# Paweł Urbański (skoczek narciarski)
Paweł Urbański (ur. 27 czerwca 1987 w Zakopanem) – polski skoczek narciarski, srebrny medalista drużynowego konkursu Mistrzostw Świata Juniorów 2005, reprezentant klubu Start Krokiew Zakopane.
Jego międzynarodowa kariera trwała jedynie przez trzy sezony – swój ostatni start w zawodach skoków narciarskich zanotował w wieku dwudziestu lat. W tym czasie wygrał jeden konkurs Pucharu Kontynentalnego – 28 grudnia 2004 w Engelbergu. Oprócz tego cyklu startował także w jej letniej edycji oraz sporadycznie w zawodach FIS Cup. Poza srebrem MŚJ odniósł kilka sukcesów na krajowej arenie, takich jak medale na mistrzostwach Śląska, w drużynowym konkursie mistrzostw Polski czy na Ogólnopolskiej Olimpiadzie Młodzieży.

## Przebieg kariery
W lidze szkolnej 1997 czterokrotnie stawał na podium kategorii „1987 i młodsi”. W letniej edycji dokonał tego w dwóch z pięciu konkursów, w których brał udział (w klasyfikacji roczników 1986-1987). Ponadto uplasował się na 48. miejscu w letnich mistrzostwach kraju juniorów na Maleńkiej Krokwi. W grudniu 1997 zajął szóste miejsce w Mistrzostwach Makroregionu Małopolska, a później wziął udział w czterech konkursach ligi szkolnej, gdzie najlepszym rezultatem była czwarta pozycja. W edycji letniej czterokrotnie stawał na podium (w kategorii 1987-1988). Zajął szóste miejsce w klasyfikacji swojej grupy wiekowej w Pucharze McDonald’s.
W grudniu 1998 w mistrzostwach makroregionu (w kategorii „1985 i młodsi”) zajął 17. miejsce. W konkursach ligi szkolnej uplasował się na następujących pozycjach: pierwszej, dwukrotnie piątej i na trzeciej.
W lecie 1999 ponownie był 17. na mistrzostwach makroregionu, a w Pucharze McDonald’s zajął 13. miejsce. Cztery razy znalazł się w czołowej „trójce” letniej ligi szkolnej. Uplasował się na piątym miejscu w Ogólnopolskich Spotkaniach UKS.
Na międzynarodowym konkursie dla trzynastolatków we wrześniu 1999 w Klingenthal zajął ostatnie, 28. miejsce. Dwa lata później był tam ósmy w odpowiedniej kategorii wiekowej.
W grudniu był szósty na mistrzostwach makroregionu i jedenasty w swojej kategorii na Mistrzostwach TZN. W styczniu wziął udział w Mistrzostwach Śląska w Szczyrku gdzie uplasował się na 13. miejscu (w konkursie dla rocznika 1986 i młodszych) i na 26. (dla 1984 i młodszych). Wystartował w pięciu konkursach ligi szkolnej, a najlepszym rezultatem była trzecia pozycja zajęta 27 lutego. Ponadto był dwunasty w Mistrzostwach SMS na Małej Krokwi (w kategorii „1984 i młodsi”) i piąty na Średniej Krokwi oraz szósty na spotkaniach UKS swojego rocznika. Pod koniec marca zajął szesnaste miejsce w spotkaniach UKS, a następnie zadebiutował w mistrzostwach Polski seniorów. Podczas konkursu w Zakopanem uplasował się na 62. miejscu, po skokach na 55 m i 48,5 m
Na odbywających się we wrześniu Letnich Mistrzostwach Polski 2002 na Średniej Krokwi oddał skoki na odległość 73,5 m i 74,5 m. Zajął 18. miejsce. W grudniu na tym samym obiekcie odbyły się zimowe mistrzostwa Polski, w których skoczył na odległość 88 m i uplasował się na 33. miejscu.

### 2003/2004
Na Zimowej Ogólnopolskiej Olimpiadzie Młodzieży w 2003 zdobył brązowy medal w kategorii juniorów młodszych, po skokach na odległość 78,5 m i 80,5 m. 22 czerwca uplasował się na 21. miejscu podczas zawodów o Puchar Prezesa Tatrzańskiego Związku Narciarskiego. 9 sierpnia zaś zajął 20. miejsce w Pucharze McDonald’s. 20 września zajął 11. miejsce w letnich mistrzostwach Polski na normalnej skoczni, a 26 grudnia najniższe w karierze, 25. miejsce w zawodach o mistrzostwo Polski na skoczni dużej. W styczniu 2004 na mistrzostwach Śląska na Skalitem zdobył srebro, skacząc na 81,5 m i 83,5 m.
28 stycznia 2004 w drużynowym konkursie Mistrzostw Polski 2004 w Karpaczu, zdobył ze swoim klubem Start Krokiew Zakopane brązowy medal, skacząc 82,5 m w pierwszej i 84,5 m w drugiej serii. Dzień później indywidualnie był trzynasty.
8 lutego 2004 zadebiutował w zawodach Pucharu Kontynentalnego. Podczas zawodów na Wielkiej Krokwi oddał skok na odległość 79 m i zajął 75. miejsce. 9 października na tym samym obiekcie zajął 12. miejsce na letnich mistrzostwach Polski, skacząc 115,5 m i 110,5 m. Następnego dnia na Średniej Krokwi zajął najwyższe w karierze w zawodach o krajowy czempionat, 9. miejsce, po skokach na 80 m i 79 m.

### 2004/2005
Podczas konkursu o Puchar Prezesa TZN na Średniej Krokwi zajął 27. miejsce, skacząc na 71 m w pierwszej serii i o pół metra mniej w drugiej. W tamtorocznych letnich mistrzostwach Polski był dwunasty (na dużej skoczni) i dziewiąty (na normalnej).
Kiedy prowadzenie w kadrze B reprezentacji Polski objął Stefan Horngacher, Urbański zaczął regularnie występować w zawodach Pucharu Kontynentalnego. W połowie grudnia pojechał na zawody tej serii do czeskiego Harrachova. Na pierwszych z nich, 17 grudnia oddał skok na odległość 120,5 m i zajął 42. miejsce. Dzień później skoczył sześć metrów krócej i uplasował się na 50. pozycji. 26 grudnia w Sankt Moritz był 55., po skoku na 77,5 m.
28 grudnia 2004 w szwajcarskim Engelbergu odniósł zwycięstwo w konkursie Pucharu Kontynentalnego. Polak uzyskał 118 metrów, a druga seria została odwołana, ze względu na zmienny wiatr i gęsto padający śnieg. Część trenerów złożyła protest i domagała się anulowania również wyników pierwszej rundy, jednak nie stało się to. Noty sędziowskie za jego próbę wahały się pomiędzy 16,5 a 17,5 pkt. Był to zarazem jego pierwszy punktowany występ w karierze. Dzień wcześniej był 37., po skoku na 114,5 m.
Podczas noworocznego konkursu w Seefeld Polak ponownie zdobył punkty – skoki na 90 m i 86,5 m zapewniły mu 26. lokatę w konkursie. Tydzień później w Planicy był 36., a następnego dnia 48. Następnie wziął udział w konkursach w Sapporo, gdzie po raz ostatni w sezonie punktował. Pierwszego dnia, na normalnej skoczni po skokach 77,5 m i 79,5 m zajął 27. miejsce. W kolejnym konkursie, przeprowadzonym na dużym obiekcie, skakał na 116 m i 119,5 m, sklasyfikowano go na 21. pozycji. Jego próby w ostatnim konkursie (119 m i 114,5 m) dały mu 14. pozycję. Łącznie zdobył w Japonii 32 pkt. W kolejnych konkursach, w Bischofshofen, Lauscha i w Zakopanem plasował się w piątej i szóstej dziesiątce. W klasyfikacji generalnej Pucharu Kontynentalnego 2004/2005 zajął 47. miejsce w klasyfikacji generalnej, zdobywając 137 punktów.
W trzech rozegranych w tamtym sezonie zimowych mistrzostwach Polski plasował się na lokatach: 10., 16. i 16.
28 lutego 2005 zajął piąte miejsce w konkursie juniorów podczas Ogólnopolskiej Olimpiady Młodzieży w Szczyrku. Skakał na 83 m i 78,5 m. Wcześniej w konkursie drużynowym zdobył wraz z klubem 2. miejsce.
23 marca wystąpił w drużynowych zawodach Mistrzostw Świata Juniorów 2005. Oddał skoki na odległość 95,5 m i 90 m, a jego drużyna zdobyła srebrny medal. Dwa dni później w konkursie indywidualnym skakał na 90 m i 85,5 m i sklasyfikowano go na 16. pozycji.

### 2005/2006
18 czerwca 2005 w konkursie o Puchar Doskonałego Mleka w Zakopanem zajął 12. miejsce (dwukrotnie skoczył 110 m). W letnich mistrzostwach Polski w tym sezonie był 15.
W październiku Urbański pojawił się na amerykańskiej części Letniego Pucharu Kontynentalnego 2005. W pierwszej serii zawodów w Park City skoczył na odległość 122,5 m i zajmował trzecie miejsce. W drugiej jednak oddał skok na odległość 105 m i spadł na 14. pozycję. W kolejnym, jednoseryjnym konkursie był osiemnasty. W Lake Placid zaś zajął 18. i 15. miejsce. Finalnie uplasował się na 47. miejscu w klasyfikacji generalnej.
W listopadzie wziął udział w zawodach FIS Cupu w Sankt Moritz, gdzie dwukrotnie uplasował się na 12. pozycji. W styczniowym konkursie w Harrachovie był 11., a w Zakopanem zajął 8. miejsce. W tabeli generalnej sezonu 2005/2006 sklasyfikowany został na 47. miejscu, z dorobkiem 100 punktów. 26 grudnia w konkursie świątecznym w Zakopanem był trzynasty, a w styczniu zajął piętnastą lokatę na mistrzostwach TZN.
W indywidualnym konkursie o mistrzostwo Polski na skoczni normalnej był szesnasty, a na dużej uplasował się o jedno miejsce wyżej.
Jego ostatni start w międzynarodowych zawodach miał miejsce w zawodach Letniego Pucharu Kontynentalnego 2006 w Oberstdorfie. 29 lipca zajął 33. miejsce, a dzień później 35. miejsce, po skoku na odległość 114,5 m. 17 lutego 2007 po raz ostatni wystartował na mistrzostwach Polski; zajął 16. miejsce w konkursie w Szczyrku, skacząc na 72,5 m i 64 m. Następnie zakończył karierę ze względu na brak sukcesów sportowych.

## Mistrzostwa świata juniorów

### Indywidualnie
| 2005 Rovaniemi | – | 16. miejsce |

### Drużynowo
| 2005 Rovaniemi | – | srebrny medal |

### Starty P. Urbańskiego na mistrzostwach świata – szczegółowo
| Miejsce | Dzień    | Rok  | Miejscowość | Skocznia   | Punkt K | HS     | Konkurs  | Skok 1 | Skok 2 | Nota                  | Strata   | Zwycięzca     |
| ------- | -------- | ---- | ----------- | ---------- | ------- | ------ | -------- | ------ | ------ | --------------------- | -------- | ------------- |
| 2.      | 23 marca | 2005 | Rovaniemi   | Ounasvaara | K-90    | HS-100 | druż.    | 95,5 m | 90,0 m | 978,0 pkt (240,0 pkt) | 4,0 pkt  | Słowenia      |
| 16.     | 25 marca | 2005 | Rovaniemi   | Ounasvaara | K-90    | HS-100 | indywid. | 90,0 m | 85,5 m | 216,5 pkt             | 35,5 pkt | Joonas Ikonen |

## Puchar Kontynentalny

### Miejsca w klasyfikacji generalnej
| Sezon     | Miejsce |
| --------- | ------- |
| 2004/2005 | 47.     |

### Zwycięstwa w konkursach indywidualnych Pucharu Kontynentalnego chronologicznie
| Lp. | Dzień      | Rok  | Miejscowość | Skocznia             | Punkt K | HS     | Skok 1  | Skok 2 | Nota     |
| --- | ---------- | ---- | ----------- | -------------------- | ------- | ------ | ------- | ------ | -------- |
| 1.  | 28 grudnia | 2004 | Engelberg   | Gross-Titlis-Schanze | K-125   | HS-137 | 118,0 m | –      | 99,4 pkt |

### Miejsca na podium w konkursach indywidualnych Pucharu Kontynentalnego chronologicznie
| Lp. | Dzień      | Rok  | Miejscowość | Skocznia             | Punkt K | HS     | Skok 1  | Skok 2 | Nota     | Lok. | Strata | Zwycięzca |
| --- | ---------- | ---- | ----------- | -------------------- | ------- | ------ | ------- | ------ | -------- | ---- | ------ | --------- |
| 1.  | 28 grudnia | 2004 | Engelberg   | Gross-Titlis-Schanze | K-125   | HS-137 | 118,0 m | –      | 99,4 pkt | 1.   | –      | –         |

### Miejsca w poszczególnych konkursachPucharu Kontynentalnego
| Sezon 2003/2004                                          |             |           |           |           |           |           |           |           |         |               |               |           |           |            |               |               |         |         |               |               |            |            |           |           |               |               |           |           |          |        |        |        |        |        |        |        |
| Lillehammer                                              | Lillehammer | St Moritz | Engelberg | Seefeld   | Planica   | Planica   | Sapporo   | Sapporo   | Sapporo | Bischofshofen | Bischofshofen | Braunlage | Braunlage | Brotterode | Brotterode    | Zakopane      | Westby  | Westby  | Iron Mountain | Iron Mountain | Kuopio     | Kuopio     | Vikersund | Vikersund | punkty        | punkty        | punkty    | punkty    | punkty   | punkty | punkty | punkty | punkty | punkty | punkty | punkty |
| -                                                        | -           | -         | -         | -         | -         | -         | -         | -         | -       | -             | -             | -         | -         | -          | -             | 75            | -       | -       | -             | -             | -          | -          | -         | -         | 0             | 0             | 0         | 0         | 0        | 0      | 0      | 0      | 0      | 0      | 0      | 0      |
| Sezon 2004/2005                                          |             |           |           |           |           |           |           |           |         |               |               |           |           |            |               |               |         |         |               |               |            |            |           |           |               |               |           |           |          |        |        |        |        |        |        |        |
| Rovaniemi                                                | Rovaniemi   | Lahti     | Lahti     | Harrachov | Harrachov | St Moritz | Engelberg | Engelberg | Seefeld | Planica       | Planica       | Sapporo   | Sapporo   | Sapporo    | Bischofshofen | Bischofshofen | Lauscha | Lauscha | Braunlage     | Braunlage     | Brotterode | Brotterode | Westby    | Westby    | Iron Mountain | Iron Mountain | Vikersund | Vikersund | Zakopane | punkty | punkty | punkty | punkty | punkty | punkty | punkty |
| -                                                        | -           | -         | -         | 42        | 50        | 55        | 37        | 1         | 26      | 36            | 48            | 27        | 21        | 14         | 46            | 55            | 49      | 52      | -             | -             | -          | -          | -         | -         | -             | -             | -         | -         | 51       | 137    | 137    | 137    | 137    | 137    | 137    | 137    |
| Legenda                                                  |             |           |           |           |           |           |           |           |         |               |               |           |           |            |               |               |         |         |               |               |            |            |           |           |               |               |           |           |          |        |        |        |        |        |        |        |
| 1 2 3 4–10 11–30 poniżej 30 - – zawodnik nie wystartował |             |           |           |           |           |           |           |           |         |               |               |           |           |            |               |               |         |         |               |               |            |            |           |           |               |               |           |           |          |        |        |        |        |        |        |        |

## Letni Puchar Kontynentalny

### Miejsca w klasyfikacji generalnej
| Sezon | Miejsce |
| ----- | ------- |
| 2005  | 47.     |

### Miejsca w poszczególnych konkursachLetniego Pucharu Kontynentalnego
| 2005                                                     |         |         |            |            |            |             |             |             |           |           |             |             |        |        |        |        |        |        |        |        |
| Velenje                                                  | Velenje | Kranj   | Einsiedeln | Einsiedeln | Oberstdorf | Oberstdorf  | Lillehammer | Lillehammer | Park City | Park City | Lake Placid | Lake Placid | punkty |        |        |        |        |        |        |        |
| -                                                        | -       | -       | -          | -          | -          | -           | -           | -           | 14        | 18        | 18          | 15          | 60     |        |        |        |        |        |        |        |
| 2006                                                     |         |         |            |            |            |             |             |             |           |           |             |             |        |        |        |        |        |        |        |        |
| Velenje                                                  | Velenje | Villach | Villach    | Oberstdorf | Oberstdorf | Lillehammer | Lillehammer | punkty      | punkty    | punkty    | punkty      | punkty      | punkty | punkty | punkty | punkty | punkty | punkty | punkty | punkty |
| -                                                        | -       | -       | -          | 33         | 35         | -           | -           | 0           | 0         | 0         | 0           | 0           | 0      | 0      | 0      | 0      | 0      | 0      | 0      | 0      |
| Legenda                                                  |         |         |            |            |            |             |             |             |           |           |             |             |        |        |        |        |        |        |        |        |
| 1 2 3 4–10 11–30 poniżej 30 - – zawodnik nie wystartował |         |         |            |            |            |             |             |             |           |           |             |             |        |        |        |        |        |        |        |        |

## FIS Cup

### Miejsca w klasyfikacji generalnej FIS Cup
| Sezon     | Miejsce |
| --------- | ------- |
| 2005/2006 | 47.     |

### Miejsca w poszczególnych konkursach FIS Cup
| Sezon 2005/2006                                          |          |               |               |              |              |           |           |        |        |         |           |           |        |        |            |            |     |     |         |          |        |        |        |        |        |        |        |        |        |        |        |        |
| Predazzo                                                 | Predazzo | Bischofshofen | Bischofshofen | Sankt Moritz | Sankt Moritz | Vikersund | Vikersund | Kuopio | Kuopio | Seefeld | Harrachov | Harrachov | Ljubno | Ljubno | Courchevel | Courchevel | Zaō | Zaō | Sapporo | Zakopane | punkty | punkty | punkty | punkty | punkty | punkty | punkty | punkty | punkty | punkty | punkty | punkty |
| -                                                        | -        | -             | -             | 12           | 12           | -         | -         | -      | -      | -       | 11        | -         | -      | -      | -          | -          | -   | -   | -       | 8        | 100    | 100    | 100    | 100    | 100    | 100    | 100    | 100    | 100    | 100    | 100    | 100    |
| Legenda                                                  |          |               |               |              |              |           |           |        |        |         |           |           |        |        |            |            |     |     |         |          |        |        |        |        |        |        |        |        |        |        |        |        |
| 1 2 3 4-10 11-30 poniżej 30 - – zawodnik nie wystartował |          |               |               |              |              |           |           |        |        |         |           |           |        |        |            |            |     |     |         |          |        |        |        |        |        |        |        |        |        |        |        |        |

## Mistrzostwa Polski

### Starty na zimowych mistrzostwach Polski
| Miejsce | Dzień       | Rok  | Miejscowość | Skocznia        | Punkt K | HS     | Konkurs  | Skok 1  | Skok 2  | Nota                  | Strata    | Zwycięzca        |
| ------- | ----------- | ---- | ----------- | --------------- | ------- | ------ | -------- | ------- | ------- | --------------------- | --------- | ---------------- |
| 33.     | 26 grudnia  | 2002 | Zakopane    | Wielka Krokiew  | K-120   | –      | indywid. | 88,0 m  | –       | 50,4 pkt              | 226,4 pkt | Adam Małysz      |
| 25.     | 26 grudnia  | 2003 | Zakopane    | Wielka Krokiew  | K-120   | –      | indywid. | 110,5 m | 100,5 m | 272,6 pkt             | 111,8 pkt | Adam Małysz      |
| 3.      | 28 stycznia | 2004 | Karpacz     | Orlinek         | K-85    | –      | druż.    | 82,5 m  | 84,5 m  | 843,5 pkt (218,5 pkt) | 40,0 pkt  | AZS-AWF Katowice |
| 13.     | 29 stycznia | 2004 | Karpacz     | Orlinek         | K-85    | –      | indywid. | 81,5 m  | 85,5 m  | 220,5 pkt             | 41,5 pkt  | Adam Małysz      |
| 17.     | 31 stycznia | 2004 | Zakopane    | Wielka Krokiew  | K-120   | –      | indywid. | 103,5 m | 115,5 m | 186,7 pkt             | 91,5 pkt  | Adam Małysz      |
| 10.     | 26 stycznia | 2005 | Szczyrk     | Skalite         | K-85    | –      | indywid. | 79,0 m  | –       | 99,5 pkt              | 89,0 pkt  | Adam Małysz      |
| 16.     | 8 lutego    | 2005 | Zakopane    | Wielka Krokiew  | K-120   | HS-137 | indywid. | 97,5 m  | 108,5 m | 160,8 pkt             | 100,2 pkt | Adam Małysz      |
| 16.     | 15 lutego   | 2005 | Zakopane    | Wielka Krokiew  | K-120   | HS-137 | indywid. | 112,5 m | 112,0 m | 193,6 pkt             | 83,6 pkt  | Adam Małysz      |
| 15.     | 25 lutego   | 2006 | Zakopane    | Wielka Krokiew  | K-120   | HS-137 | indywid. | 110,5 m | 111,0 m | 188,7 pkt             | 90,2 pkt  | Robert Mateja    |
| 16.     | 26 lutego   | 2006 | Zakopane    | Średnia Krokiew | K-85    | HS-94  | indywid. | 79,5 m  | 78,5 m  | 199,0 pkt             | 50,5 pkt  | Adam Małysz      |
| 16.     | 17 lutego   | 2007 | Szczyrk     | Skalite         | K-85    | HS-93  | indywid. | 72,5 m  | 64,0 m  | 144,0 pkt             | 91,0 pkt  | Adam Małysz      |

### Starty na letnich mistrzostwach Polski
| Miejsce | Dzień           | Rok  | Miejscowość | Skocznia        | Punkt K | HS     | Konkurs  | Skok 1  | Skok 2  | Nota      | Strata   | Zwycięzca         |
| ------- | --------------- | ---- | ----------- | --------------- | ------- | ------ | -------- | ------- | ------- | --------- | -------- | ----------------- |
| 18.     | 29 września     | 2002 | Zakopane    | Średnia Krokiew | K-85    | –      | indywid. | 73,5 m  | 74,5 m  | 180,0 pkt | 64,0 pkt | Marcin Bachleda   |
| 11.     | 20 września     | 2003 | Zakopane    | Średnia Krokiew | K-85    | –      | indywid. | 84,5 m  | 77,5 m  | 208,0 pkt | 31,5 pkt | Mateusz Rutkowski |
| 12.     | 9 października  | 2004 | Zakopane    | Wielka Krokiew  | K-120   | HS-137 | indywid. | 115,5 m | 110,5 m | 200,3 pkt | 77,7 pkt | Adam Małysz       |
| 9.      | 10 października | 2004 | Zakopane    | Średnia Krokiew | K-85    | HS-94  | indywid. | 80,0 m  | 79,0 m  | 205,5 pkt | 48,5 pkt | Adam Małysz       |
| 15.     | 16 października | 2005 | Zakopane    | Średnia Krokiew | K-85    | HS-94  | indywid. | 75,5 m  | 81,5 m  | 196,0 pkt | 62,0 pkt | Adam Małysz       |
| 11.     | 14 października | 2006 | Zakopane    | Wielka Krokiew  | K-120   | HS-137 | indywid. | 116,0 m | 111,0 m | 198,6 pkt | 63,2 pkt | Adam Małysz       |
| 16.     | 15 października | 2006 | Zakopane    | Średnia Krokiew | K-120   | HS-137 | indywid. | 79,0 m  | 77,0 m  | 195,0 pkt | 65,0 pkt | Adam Małysz       |

### Inne sukcesy
- Ogólnopolska Olimpiada Młodzieży – juniorzy młodsi: brązowy medal w 2003[5], juniorzy: 5. miejsce w 2005[25], juniorzy drużynowo: srebrny medal w 2005[26],
- Mistrzostwa Śląska – srebrny medal w 2004[10].